# اولتیم (شهرستان آق‌سی)
اولتیم (به لاتین: Avletim) یک منطقهٔ مسکونی در قرقیزستان است که در شهرستان آق‌سی واقع شده‌است. اولتیم ۲٬۱۲۲ نفر جمعیت دارد.